# Artiomovskij
Artiomovskij (ryska Артёмовский) är en stad vid floden Bobrovka, nordost om Jekaterinburg i Sverdlovsk oblast i Ryssland. Folkmängden uppgår till cirka 30 000 invånare.

## Historia
Orten grundades 1665 och kallades då Jegorsjin Povytok efter kosacken Jegorsja Kozjevin som ägde landområdet.  Den blev senare känd som Jegorsjina Derevnja och 1864 blev det officiella namnet Jegorsjino (ryska Его́ршино).
Kolfyndigheter upptäcktes i området 1871. Under den sovjetiska eran grundades en bosättning i närheten av kolfyndigheterna som fick namnet Imeni Artjoma (ryska и́мени Артёма). 1938 slogs Jegorsjino och Imeni Artjoma samman till staden Artjomovskij.